# Abu Abdallah
Abu Abdallah Muhammad al-Mutawakkil al-Masluch (arabisch أبو عبد الله محمد المتوكل المسلوخ, DMG Abū ʿAbd Allāh Muḥammad al-Mutawakkil al-Maslūḫ; † 1578) war dritter Sultan der Saadier in Marokko (1574–1576).
Nach dem Tod von Abdallah al-Ghalib brachen zunächst Thronkämpfe um die Herrschaft unter den Saadiern aus. Zwar konnte sich zunächst Abu Abdallah in Fès durchsetzen, doch dauerte der Kampf gegen seinen Onkel Abu Marwan Abd al-Malik an. Dieser erhielt von den Osmanen aus Algerien Unterstützung und konnte 1576 mit der Eroberung von Fès den Thron von Marokko besteigen.  
Allerdings gelang Abu Abdallah die Flucht nach Spanien. Als er dort keine Unterstützung für eine Rückkehr nach Marokko erhielt, ging er nach Portugal, wo er König Sebastian zu einem Feldzug nach Marokko bewegen konnte. Dieser scheiterte aber mit der vernichtenden portugiesischen Niederlage in der Schlacht von Alcácer-Quibir gegen die Truppen von Abu Marwan Abd al-Malik (1578). Neben Sebastian fiel auch Abu Abdallah in der Schlacht.